# Aeroport Internacional de Keflavík
L'aeroport internacional de Keflavik (Islandès: Keflavíkurflugvöllur) (IATA: KEF OACI: BIKF), també conegut com a Aeroport de Reykjavík-Keflavík, és l'aeroport més gran d'Islàndia i el principal del centre del país per al transport internacional. Es troba a 3,1 km a l'oest de Keflavík i de 50 km al sud-oest de la capital. L'aeroport compta amb tres pistes, de les quals dos són operats, i la zona de l'aeroport és d'uns 25 km². La majoria dels viatges internacionals cap o des d'Islàndia passen per aquest aeroport.